# Schoenoplectiella erecta
Schoenoplectiella erecta là loài thực vật có hoa trong họ Cói. Loài này được (Poir.) Lye mô tả khoa học đầu tiên năm 2003.